# Cayenne-Nachtschwalbe
Die Cayenne-Nachtschwalbe (Setopagis maculosa, Syn.: Caprimulgus maculosus, Nyctipolus maculosus) ist eine kaum erforschte und möglicherweise ausgestorbene Vogelart aus der Familie der Nachtschwalben (Caprimulgidae). Sie ist nur durch das 1917 in Französisch-Guayana gesammelte Typusexemplar bekannt geworden.

## Merkmale
Der Holotypus, ein Männchen, misst 225 mm. Die Flügellänge beträgt 139 mm, die Schwanzlänge 112 mm, die Schnabelrückenlänge 8 mm und die Lauflänge 17,5 mm. Die Oberseite ist graubraun. Oberkopf und Hals sind weitgehend schwarzbraun gestrichelt. Um den Nacken verläuft ein undeutliches, dunkelgelbes Band. Die graubraunen Flügeldecken sind kräftig gelbbraun gefleckt. Die Schulterfedern sind schwarzbraun mit breiten gelbbraunen Säumen. Auf beiden Seiten der unteren Kehle befindet sich ein großer weißer Fleck. Die Unterseite ist gelbbraun mit einer kräftigen braunen Bänderung. Die vier äußersten Handschwingen sind durch kleine weiße Flecken gekennzeichnet und die drei äußersten Schwanzfedern haben breite, weiße Spitzen. Die Iris ist wahrscheinlich dunkelbraun, der Schnabel ist schwärzlich und die Füße sind dunkelbraun. Von der ähnlichen Trauernachtschwalbe (Nyctipolus nigrescens) unterscheidet sie sich in der helleren und weniger schwarzen Gefiederfärbung sowie durch eine abweichende Musterung der Schulterfedern.

## Verbreitung
Nachweise sind von Saut Tamanoir ungefähr 10 km oberhalb des Zusammenflusses des Fleuve Mana mit dem Rivière Kokioko sowie von der Umgebung von Saül in Französisch-Guayana bekannt.

## Lebensraum und Lebensweise
Die Lebensraumansprüche und die Lebensweise der Art sind kaum erforscht. Sie kommt wahrscheinlich in Wäldern vor, wo sie Lichtungen, Ufer und offenes Gelände bewohnt. Das Typusexemplar wurde in einem derartigen Lebensraumtyp in der Nähe des Unterlaufs eines kiesgeprägten Flusses entdeckt. Die Nahrung besteht vermutlich aus Insekten.

## Status
Die IUCN listet die Cayenne-Nachtschwalbe in der Kategorie „unzureichende Datenlage“ (data deficient). Im April 1917 fing Samuel M. Klages das Typusexemplar, das sich heute in der Sammlung des Carnegie Museum of Natural History in Pittsburgh befindet. Eine mögliche Wiederentdeckung fand 1982 in der Umgebung von Saül statt, als es mehrere unbestätigte Sichtungen von Nachtschwalben gab, die dieses Taxon repräsentieren könnten. Der wahre Status ist unklar. Sollte die Art noch existieren, dürfte sie vermutlich selten und gefährdet sein.